# Горный карст Крыма
«Горный карст Крыма» (укр. «Гірський карст Криму», крымскотат. «Qırımnıñ dağ karstı», «Къырымнынъ дагъ карсты») — геологический заказник общегосударственного значения, расположенный в Крымских горах на территории Белогорского района, городских округов (горсоветов) Алушта и Судак (Крым); 4-й по площади заказник Крыма (после заказников Малое филлофорное поле, Байдарский, Каркинитский; 3-й — в Республике Крым). Площадь — 4316 га. Землепользователь — Министерство экологии и природных ресурсов Республики Крым, государственное автономное учреждение Республики Крым «Белогорское лесное хозяйство».

## История
Заказник основан 13 февраля 1989 года постановлением Совета министров УССР от 13 февраля 1989 года № 53 «О создании заказников, ботанического сада и дендрологического парка общегосударственного значения».
Является государственным природным заказником регионального значения, согласно Распоряжению Совета министров Республики Крым от 5 февраля 2015 года № 69-р «Об утверждении Перечня особо охраняемых природных территорий регионального значения Республики Крым».

## Описание
Заказник создан с целью сохранения, возобновления и рационального использования типичных и уникальных природных комплексов: ландшафтных комплексов Караби-яйлы. На территории заказника запрещается или ограничивается любая деятельность, если она противоречит целям его создания или причиняет вред природным комплексам и их компонентам.
Расположен в Крымских горах на горном плато Караби-яйла, в его южной части, на территории Новокленовского и Пристепного лесничеств. На севере граничит с заказником Урочище Караби-яйла. На территории заказника расположен памятник природы Карстовая шахта Солдатская, площадью 10 га.
Ближайший населённый пункт — Генеральское, города: Алушта и Белогорск.

## Природа
Плато Караби-Яйла — часть Главной гряды Крымских гор, включённое в состав заказника. Плато усеяно различными формами поверхностного карста: воронками разных размеров и форм, нагромождениями каменных глыб и вытянутых невысоких гряд, поноры, карры, присутствует 261 подземная пустоты и пещеры, природные шахты с сталактитами и сталагмитами. Пещеры Солдатская (515 м) и Нахимовская (400 м) — самые глубокие пещеры Крыма. Поверхность плато без лесов и представлена лугово-степной растительностью.